# Rivière à France
Pour les articles homonymes, voir France.
La Rivière à France coule dans la Réserve faunique Duchénier et dans la municipalité de Saint-Narcisse-de-Rimouski, dans la municipalité régionale de comté (MRC) de Rimouski-Neigette, dans la région administrative du Bas-Saint-Laurent, au Québec, au Canada.
Cette rivière se déverse sur la rive ouest de la rivière Rimouski, laquelle coule vers le nord jusqu'à la rive sud du fleuve Saint-Laurent où elle se déverse au cœur de la ville de Rimouski.

## Géographie
La rivière à France prend sa source à l'embouchure du lac Boucher (longueur : 2,7 km ; altitude : 222 m), dans la Réserve faunique Duchénier (au centre-nord de la réserve), dans les monts Notre-Dame. De forme allongée, ce lac est situé en parallèle (du côté sud-est) du lac des Baies et du Petit Lac Touradi. Le lac Boucher constitue la continuité vers le nord-est de la vallée des lacs des Grosses Truites et du Grand Lac Touradi, formée dans le même pli appalachien.
Le lac Boucher comporte aucune source d'alimentation en eau. Plusieurs des lacs environnants sont de forme allongée, encastrés dans leur petite vallée respective, constituant le prolongement de plis appalachiens, tous orientés vers le nord-est, dans ce secteur.
L'embouchure qui est situé dans une baie du côté est, est situé à 22,4 km au sud-est du littoral sud-est du fleuve Saint-Laurent, à 3,2 km au sud-est de la limite nord de la Réserve faunique Duchénier et à 15,4 km au sud-est du centre du village de Saint-Eugène-de-Ladrière.
À partir de l'embouchure du lac Boucher, la rivière à France coule sur 10,7 km, répartis selon les segments suivants :
- 2,3 km vers le nord-est, dans la Réserve faunique Duchénier, jusqu'à l'embouchure du Grand lac Marie (longueur : 0,7 km ; altitude : 186 m) que le courant traverse vers le nord-est sur sa pleine longueur ;
- 2,1 km vers le nord-est, jusqu'à l'embouchure du lac France (longueur : 1,0 km ; altitude : 173 m) que le courant traverse sur sa pleine longueur ;
- 0,5 km vers le nord-est, jusqu'à la limite de la municipalité de Saint-Narcisse-de-Rimouski ;
- 0,5 km vers le nord-est dans Saint-Narcisse-de-Rimouski, jusqu'à l'embouchure du Petit lac Marie (longueur : 0,4 km ; altitude : 174 m) que le courant traverse sur sa pleine longueur ;
- 5,1 km vers le nord-est, jusqu'à la limite est de la Réserve faunique Duchénier ;
- 0,2 km vers le nord-est, jusqu'à sa confluence[2].

La rivière à France se déverse sur la rive ouest de la rivière Rimouski dans la partie supérieure du canyon des Portes de l'Enfer et en aval de la chute à Ringuette. Cette confluence est située à 19,1 km au sud-est du littoral Sud-Est du fleuve Saint-Laurent, à 0,7 km en aval de la confluence de la rivière du Chat, à 2,0 km en amont de la limite de la municipalité de Saint-Valérien.

## Toponymie
Le toponyme rivière à France a été officialisé le 5 décembre 1968 à la Commission de toponymie du Québec.